# Milton Tucker
Milton Gerard Tucker (ur. 17 maja 1921 na Barbadosie, zm. w 1986) – barbadoski strzelec, olimpijczyk.
Brał udział w igrzyskach w latach 1968 (Meksyk) oraz 1972 (Monachium). Dwukrotnie startował w konkurencji karabinu małokalibrowego leżąc (50 metrów); na obydwu igrzyskach, zajmował miejsca w ósmej dziesiątce.
Milton Tucker trzykrotnie uczestniczył w igrzyskach Wspólnoty Narodów. Zanotował łącznie starty w czterech konkurencjach. Najwyższe, 10. miejsce zajął na Igrzyskach Imperium Brytyjskiego i Wspólnoty Brytyjskiej 1966 w konkurencji karabinu wielkokalibrowego.

## Wyniki olimpijskie
| Igrzyska | Konkurencja                       | Wynik                           | Miejsce | Źródło |
| -------- | --------------------------------- | ------------------------------- | ------- | ------ |
| IO 1968  | Karabin małokalibrowy leżąc, 50 m | 581 punktów (93-97-98-97-97-99) | 72.     | [ 2 ]  |
| IO 1972  | Karabin małokalibrowy leżąc, 50 m | 584 punkty (97-98-96-96-99-98)  | 74.     | [ 3 ]  |